# 中国人民政治协商会议全国委员会办公厅人事局
中国人民政治协商会议全国委员会办公厅人事局（简称全国政协办公厅人事局），是中国人民政治协商会议全国委员会机关的工作部门之一，隶属中国人民政治协商会议全国委员会办公厅。

## 沿革
1980年12月30日，经第五届全国政协常委会第十四次会议决定，成立中国人民政治协商会议全国委员会办公厅，下设秘书处、外事处、人事处、信访处。1983年，办公厅被明确为正部级机构，下设8个局级机构，其中包括中国人民政治协商会议全国委员会办公厅人事局（简称全国政协办公厅人事局）。

## 机构设置
- 干部教育处[2]
- 干部处[3]
- 劳动工资处
- 政协委员人事工作处[4]

## 历任领导
| 局长 …… - 马健（？—2009年） - 王秀峰（？—？） - 丛兵（？—2016年） - 梁晔（2016年—） 巡视员 …… - 张接应（？—？） | 副局长 - 李宪民（？—？） …… - 倪品利（？—？） 副巡视员 |